# Ртутьиндий
Ртутьиндий — неорганическое соединение
индия и ртути
с формулой InHg,
кристаллы.

## Получение
- Сплавление стехиометрических количеств чистых веществ:

{\displaystyle {\mathsf {Hg+In\ {\xrightarrow {-19^{o}C}}\ InHg}}}

## Физические свойства
Ртутьиндий образует кристаллы
тригональной сингонии,
пространственная группа R 3m,
параметры ячейки a = 0,3572 нм, c = 1,3168 нм, Z = 4

.
Соединение конгруэнтно плавится при температуре -19,3 °C 
и имеет область гомогенности 2÷4 ат.%.